# 乱取り
乱取り（らんどり）は、日本の柔術、柔道、の稽古形態・方法の一つ。合気道では一部の流派で行われる。自由に技を掛け合う稽古方法。乱取、乱捕、乱れ稽古、地稽古ともいう。地稽古は剣術、剣道、槍術でも行なわれる。

## 経緯と目的
稽古形態としては比較的新しく、歴史（社会環境）的には「昔日、命のやり取りをした真剣勝負」⇒「天下泰平し流儀が勃興した頃に確立した形稽古」⇒「形稽古とねこがき、畳の使用による乱取り稽古」⇒「再び天下が風雲急を告げた幕末の乱取り」となった成立経緯がある。
元々の目的は、形稽古の補完的な役目で形に拠って学んだ自己の技術の応用性を確認したり、硬直化した動きを取り除くことで円滑な体裁きを養う事がメインである。これについて嘉納治五郎は「乱捕と形は、作文と文法の関係」と説明した。
現在、柔道では競技とほぼ同一である。

## 補足
乱取りで「単なる勝敗の優越のみに拘る」事も多く、本来の趣旨・目的から逸脱してしまっているところや、門外漢にとって流儀の骨子（エッセンス）である形稽古を逆に異端視しているところもある。また乱取りには「負ける覚悟」が必要と力説していた。

## その他
- 少林寺拳法

以前は、攻守を決めて行う稽古を「乱捕り（乱取り）稽古」と称したが、現在は「運用法」と呼んでいる（少林寺拳法#立合評価法を参照）。
- 合気道

合気道で乱捕りを行うところはごくわずかである。合気道協会では特徴的な乱捕りを行っている。それは、一方が素手で、もう片方が短刀（模擬刀）を持った状態で行われる。短刀側は、その短刀による攻撃を中心に、いくつかの行動しか認められない。また、短刀による攻撃にも制約が多く、しっかりと踏み込み腕を伸ばした状態で突く行為のみが認められ、小刻みな突きや切り付ける動作は認められない（例え当たってもポイントとならない）。

## 注
1. ↑  嘉納治五郎「柔道家としての嘉納治五郎（12）」『作興』第6巻第12号、1927年、16頁。「乱捕と形は、作文と文法の関係」